# Sławomir Grzanek
Sławomir Grzanek (ur. 1968) – polski artysta fotograf. Członek rzeczywisty i członek Zarządu Okręgu Łódzkiego Związku Polskich Artystów Fotografików. Prezes Zarządu Łódzkiego Towarzystwa Fotograficznego. Członek grupy fotograficznej POZA. Członek Stowarzyszenia Na Rzecz Rozwoju Fotografii Humanistycznej Foto Humanum.

## Życiorys
Sławomir Grzanek związany z łódzkim środowiskiem fotograficznym – mieszka, pracuje, tworzy w Łodzi. Miejsce szczególne w jego twórczości zajmuje fotografia aktu, fotografia mody, fotografia portretowa, fotografia reklamowa, fotografia reportażowa. W 1986 został przyjęty w poczet członków rzeczywistych Łódzkiego Towarzystwa Fotograficznego, w którym od 2006 pełni funkcję prezesa Zarządu ŁTF. Uczestniczy w pracach jury (jako przewodniczący oraz członek), w licznych konkursach fotograficznych. 
Sławomir Grzanek jest autorem i współautorem wielu wystaw fotograficznych; indywidualnych, zbiorowych (w Polsce i za granicą) oraz pokonkursowych – na których otrzymał wiele akceptacji, nagród, wyróżnień, dyplomów, listów gratulacyjnych. W 2006 został przyjęty w poczet członków rzeczywistych Okręgu Łódzkiego Związku Polskich Artystów Fotografików (legitymacja nr 931), w którym obecnie pełni funkcję członka Komisji Rewizyjnej Okręgu Łódzkiego ZPAF (kadencja na lata 2017–2020). 
W 2011 i 2013 został uhonorowany tytułem Fotohumanista Roku – tytułem przyznawanym przez Stowarzyszenie Na Rzecz Rozwoju Fotografii Humanistycznej Foto Humanum.

## Wystawy indywidualne
- Adhuc vita – Galeria Fotografii im. E. Hanemana (Łódź 2021)[13]
- Koncertowo Foto Humanum – Galeria Wenge (Aleksandrów Łódzki 2013)
- W poszukiwaniu utraconego czasu – Galeria Domu Polskiego (Amsterdam 2012)
- W poszukiwaniu utraconego czasu – Muzeum Miasta Łodzi (Łódź 2011)[11]
- Pocztówki z miasta – Galeria BOK Na Żubardzkiej (Łódź 2011)
- Za sceną – mistrzowie rzemiosła teatralnego – Galeria Fotografii ŁTF (Łódź 2009)
- Fotografia – Galeria Promocji Młodych przy Bałuckim Ośrodku Kultury Rondo Łódź 2009)[12]
- Z archiwum XX – Galeria Fotografii ŁTF (Łódź 2007)
- Muzycy – Stereo Krogs (Łódź 2005)
- Łaknarz – Galeria Olimpijka (Łódź 2004)
- Fotografia – Stereo Krogs (Łódź 2004)
- Foto kraju obrazy – Galeria ŁTF (Łódź 2002)
- Pejzaże – Galeria Olimpijka (Łódź 2001)

Źródło

## Wystawy zbiorowe
- Linia Graniczna Litzmannstadt Getto – Oddział Martyrologii Radogoszcz Muzeum Tradycji Niepodległościowych w Łodzi (Łódź 2010)
- Łódzkie Towarzystwo Fotograficzne – Fotofestiwal Moravska Trebova (Czechy 2009)
- Łódź, nature et futur – Galeria Verhaeren (Bruksela, Belgia 2009)
- Meta emocje – Jubileusz 60-lecia Związku Polskich Artystów Fotografików – Okręg Łódzki (Łódź 2007)
- Poza – Galeria Fotografii ŁTF (Łódź 2004)

Źródło

## Nagrody
- I Nagroda w XXII Biennale Fotografii Aktu (Szentes, Węgry 2023)[13]
- Grand Prix oraz Złoty Medal – XXX Krajowy Salon Fotografii Artystycznej (Żary, 2020)[13]
- Złoty Medal Łódzkiego Towarzystwa Fotograficznego za twórczość artystyczną (2006)
- Złoty Medal Łódzkiego Towarzystwa Fotograficznego za twórczość artystyczną (2005)
- Srebrny Medal Łódzkiego Towarzystwa Fotograficznego za twórczość artystyczną (2004)
- Brązowy Medal Łódzkiego Towarzystwa Fotograficznego za twórczość artystyczną (2003)

Źródło